# Лига джентльменов (скетч-шоу)
Лига джентльменов (англ. The League of Gentlemen) — английское скетч-шоу, созданное BBC в 1999 году. В нём ведётся повествование о необычных жителях городка Ройстон Вейзи (англ. Royston Vasey). Табличка при въезде в город гласит: «Отсюда не возвращаются» (другой вариант «Вы здесь навечно»). В некоторых эпизодах это подтверждается: из города невозможно уехать в силу каких-либо обстоятельств.
«Лига джентльменов» — это четыре англичанина: Марк Гэтисс, Стив Пембертон, Рис Ширсмит и Джереми Дайсон. Познакомились они ещё во время учёбы и организовали комедийную труппу «Лига Джентльменов». Спустя несколько лет она обрела популярность, получила престижную награду «Золотая роза Монтрё» на фестивале в Эдинбурге, после чего заключила контракт с ВВС на создание сериала. Это был грандиозный успех. Ребят сравнивали с «Монти Пайтонами», а их работу называли[кто?] классикой британского чёрного юмора. Актёры Марк, Рис и Стив сумели воплотить в жизнь целый городок вымышленных гротескных персонажей. Джереми Дайсон предпочитал заниматься исключительно сценариями и всегда оставался в тени, хотя был не менее талантлив, чем его коллеги.
На основе сериала был также снят полнометражный фильм «Лига джентльменов: Апокалипсис», выпущенный в 2005 году.
В декабре 2017 года в честь 20-летия сериала были выпущены 3 спецэпизода.

## Жители Ройстон Вейси
Семья Тэттсирап — владельцы «Местного магазина», ксенофобы. Мужчину зовут Эдвард, его жену — Таббс. Обычно именно с них начинается каждая серия: человек, ищущий Ройстон Вейси (турист, рабочий, родственник одного из жителей), всегда попадает в их магазинчик. Отличительная черта Тэттсирап — вздёрнутые вверх носы-пуговицы. Эдвард всегда оберегает жену от чужаков, хотя она хочет увидеть «Неместные места» (3 эпизод 1 сезона, «Кошмар в Ройстон Вейси»). Представляют собой гротескный образ жителей глубинок. Очень не многим людям удаётся уйти живыми после общения с семьёй Тэттсирап. Есть сын — оборотень Дэвид. В 6 серии 2 сезона жители Ройстон Вэйси решают сжечь «Местный магазин» с семьёй Тэттсирап, ошибочно предполагая их причастность к эпидемии, охватившей городок, однако Таббс и Эдвард смогут выжить при пожаре.
Барбара — таксист-транссексуал, прошедшая операцию по смене пола (с мужского на женский). Ездит на розовом такси. Все разговоры сводятся к тому, что Барбара рассказывает об операции по смене пола. Лицо в сериале не показывают. В 1 серии 2 сезона решила устроиться в цирк уродов, приехавший в Ройстон Вейси. Вышла замуж за Дэвида Тэтсирапа. Родила близнецов.
Полин Кэмбл-Джоунс — глава клуба «Соискателей». Обучает людей тому, как найти работу, хотя стремится она не к тому, чтобы соискатели нашли работу, а к тому, чтобы она не осталась без работы. В 6 серии 2 сезона Полин сажают в тюрьму.
Бенджамин — главный герой 1 сезона, приехал в Ройстон Вейзи встретиться с другом, как оказалось погибшим от рук Эдварда и Таббс. В городке живут его родственники у которых он и остановился. Весь юмор строится на взаимодействии Бенджамина и его родственников: супругов Харви и Вэйл, а также их двух дочерей-двойняшек пугающих персонажей своим внезапным появлением. Чудаковатые тётя и дядя любят жаб, скрупулёзны в отношении чистоты и порядка, что делает пребывание Бенджамина у них невыносимым. Бенджамин решает сбежать, таким образом, попадая в ещё большую беду, становясь пленником Эдварда и Таббс. Там ему уготована участь игрушки в руках их уродливого сына. И только благодаря чуду ему удаётся сбежать.
Говорящий почтовый ящик — часто появляющийся эпизодический персонаж. Когда в него кидают письмо, произносит «Спасибо, что поместили в меня письмо». На протяжении 1 сезона кажется, что это автоматизированный почтовый ящик, но в 1 серии 2 сезона оказывается, что это простой ящик с сидящим в нём подростком.
Хилари Брисс — единственный мясник Ройстон Вейси, владелец лавки «H. BRISS & SON». Герой примечателен тем, что у него есть «Особый товар». Неизвестно, что это, но скорее всего, человеческое мясо. В сериале «Особый товар» является пародией на наркотики.
Папа Лазару — владелец цирка на колёсах. Загадочная личность, способный изменять свою внешность. Помимо организации представлений шоу уродов, бродит по городу похищая женщин, принуждая их признать себя его жёнами. Притворяется медиумом, способным контактировать с душами умерших.
Мэр — мэр Ройстон Вейзи. Отличительная черта — неконтролируемое сквернословие.
Театр «Легз Акимбо» — театр, приехавший в Ройстон Вейзи. Состоит из трёх актёров, один из них — гей, второй — неуравновешенный.